# Onthophagus depilis
Onthophagus depilis là một loài bọ cánh cứng trong họ Bọ hung (Scarabaeidae).